# 朝鮮孝宗北伐計劃
朝鮮孝宗北伐計劃朝鲜孝宗李淏北伐清朝的计划。该计划最终并未实施。但是却意外起到增加政府财政收入的结果。

## 背景
天启六年（仁祖四年，1626年），七岁的李淏被封为凤林大君。1636年丙子战争，朝鲜战败，次年初李淏和哥哥昭显世子李溰、弟弟麟坪大君李濬等数十万朝鲜人被清军掳到沈阳，1644年清军入关，11月9日，清朝摄政王多尔衮在北京紫禁城武英殿召见昭显世子和凤林大君，说“未得北京以前，两国不无疑阻。今则大事已定，彼此一以诚信相孚。且世子以东国储君，不可久居于此，今宜永还本国。凤林大君则姑留与麟坪大君相替往来”。宣布减少朝鲜的岁贡币物。1645年3月，昭显世子等返回汉城，随行清使勒令朝鲜仁祖李倧出城迎接。父迎子不合儒教礼法，且承认清朝敕使代表天子，所以朝鲜两班士大夫坚决反对。5月21日，昭显世子暴毙昌庆宫欢庆殿，疑似被宫人在饵饼中下毒（“举体尽黑，七窍皆出鲜血”）。李倧上报清朝“病亡”。6月7日，凤林大君回到汉城。11月14日，清朝册封李淏为朝鲜世子。1649年己丑五月十三日，仁祖大王去世，李淏即位于昌德宫之仁政门，死后庙号孝宗。
经过1627年和1636年的两次战争，朝鲜王朝对清朝产生了很深的仇恨。李朝上下皆视清朝为犬羊夷狄，私下称清帝为“胡皇”，称清使为“虏使”。

## 准备
朝鲜君臣认为，“我朝三百年来，服事大明，其情其义，固不暇言。而神宗皇帝再造之恩，自开辟以来，亦未闻于载籍者。宣祖大王所谓义则君臣，恩犹父子，实是真诚痛切语也”。孝宗则以光复大明天下为己任，倡议北伐。他表示：“群臣皆欲予勿治兵，而予固不听者，天时人事，不知何日是好机会来时。故欲养精兵十万，爱恤如子，皆为敢死之卒，然后待其有衅，出其不意，直抵关外，则中原义士豪杰，岂无响应者！蓋直抵關外, 有不甚難者。 虜不事武備, 遼瀋千里, 了無操弓騎馬者, 似當如入無人之境矣。 且以天意揣之, 我國歲幣, 虜皆置之遼瀋, 天意似欲使還爲我國用矣。 且我國被擄人, 不知其幾萬, 亦豈無內應者耶? 今日事, 惟患其不爲而已, 不患其難成。”。“以大志举大事，岂可保其万全也。大义则明，则覆亡何愧，益有光举于天下万世也。且天意有在，予以为似无覆亡之虞也”。

### 扩军备战
都城御营厅军由7,000人增加到21,000人。禁军由600名增加到1,000名，全部改编为骑兵。御营厅增加了大炮，还计划将守卫汉城的训练都监军增加10,000名，御营厅军增加20,000名。由于财政困难，未能实现。

### 加大税收
孝宗加快了朝鲜宣祖时代出现的大同法。大同法将贡物统一为米穀，该制度加快了朝鲜国内贸易的兴起和商品经济的发展。宰相金育大力主张推行大同法，对土地征收附加税。孝宗命令，所有男子，甚至和尚，都要纳税以换取免服兵役。

### 制造借口
1650年，孝宗向清廷奏报“日本近以密书示通事，情形可畏，请筑城训练为守御计”，以防御日本为由扩军备战。清朝派遣密使前往朝鲜核实情况，查明朝鲜与日本素和好，奏折不实，顺治帝下诏斥责朝鲜国王，罢其用事大臣，为六使诘责事件。

## 计划流产
朝鲜财政困难，军备薄弱，未能完成备战，而其防御日本借口又引起顺治帝警惕，1659年五月初四，孝宗死於昌德宮大造殿，北伐計劃未能实施。

## 评价
朝鲜对清朝的鄙视仇恨和恪守藩属朝贡制度同时并存，且反清复明计划和北伐准备是在隐蔽状态下进行的，清朝政府知之甚少。